# Église Saint-Louis-de-Gonzague d'Essert-Romand
L'église Saint-Louis-de-Gonzague est une église catholique française, située en Haute-Savoie, sur la commune d'Essert-Romand. L'édifice est placé sous le patronage de saint Louis de Gonzague.

## Historique
Montriond qui a connu son indépendance dès 1717, les communiers font la demande pour qu'Essert-Romand soit une paroisse à part entière, cela ne se réalisera finalement qu'en 1824.
Le nouveau curé Père Favrat originaire de Bellevaux, s'initie à la construction d'une nouvelle église, dédiée à saint Louis de Gonzague, fut achevée en 1832.

## Description
On y voit encadrée dans le mur, la pierre d'autel de l'ancienne chapelle du hameau du Crêt qui a disparu aujourd'hui.
La statue de la Vierge est due à Laurent Baud.
L'édifice fut restauré à plusieurs reprises.
En 1936, un nouvel autel en marbre fut posé et réalisé par une entreprise d'Annecy.
En 1993, l'intérieur de l'église fut entièrement repeint en respectant les peintures d'origine.

## Galerie

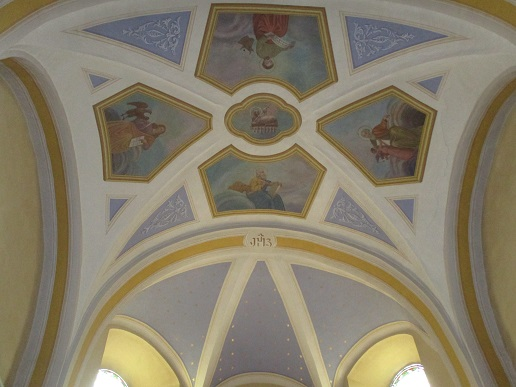
Fresque
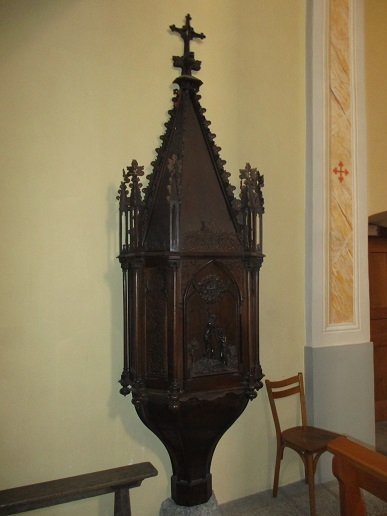
Baptistère
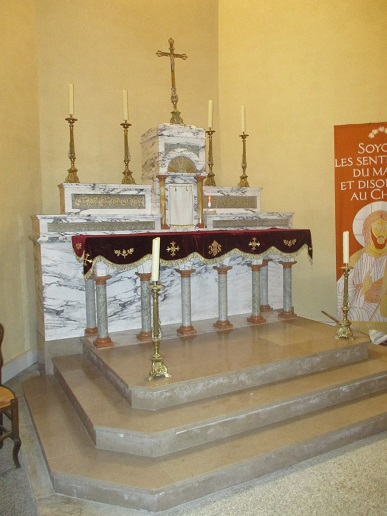
Retable
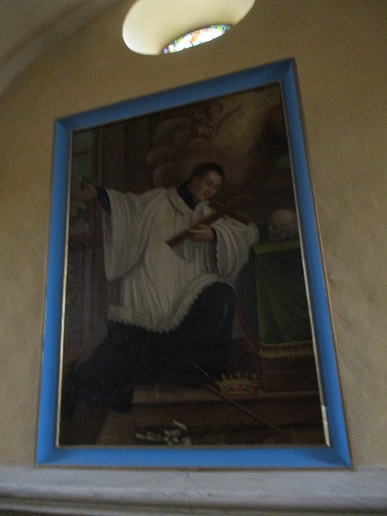
Tableaux Saint-Louis de Gonzague